# Дух Сент-Луиса (фильм)
«Дух Сент-Луиса» (англ. The Spirit of St. Louis) — кинофильм режиссёра Билли Уайлдера, вышедший на экраны в 1957 году. Экранизация одноимённой автобиографической книги Чарльза Линдберга. Лента номинировалась на премию «Оскар» за лучшие спецэффекты (Луис Лихтенфилд), а также вошла в десятку лучших фильмов года по версии Национального совета кинокритиков США.

## Сюжет
Молодой авиатор Чарльз Линдберг никак не может уснуть накануне своего исторического перелёта через Атлантику. Его беспокоит погода: уже несколько дней идёт дождь, и вылет постоянно откладывается, оставляя в подвешенном состоянии как самого пилота, так и многочисленную публику и журналистов. В ночной тиши Чарльз предаётся воспоминаниям о том, как работал пилотом почтовых линий, как искал спонсоров для своей рискованной затеи, как участвовал в проектировании и создании своего самолёта, получившего название Spirit of St. Louis...

## В ролях
- Джеймс Стюарт — Чарльз Линдберг
- Мюррей Хэмилтон — Бад Гёрни
- Патрисия Смит — девушка с зеркальцем
- Бартлетт Робинсон — Бенджамин Фрэнк Махоуни, президент Ryan Airlines
- Марк Коннелли — отец Хассман
- Артур Спэйс — Дональд Холл, главный инженер Ryan Airlines
- Чарльз Уоттс — Шульц, продавец подтяжек
- Аарон Спеллинг — Мистер Бесстрашный
- Олин Хоуленд — торговец (в титрах не указан)
- Харлан Уорд — Бедеккер (в титрах не указан)